# بلاسريتر
بلاسريتر (باليابانية: ブラスレイター، بالروماجي: Burasureitā) هو مسلسل أنمي ياباني تلفزيوني أنتج من قبل استوديو جونزو ونيترو+. عرض الأنمي في 5 أبريل عام 2008 واستمر عرضه حتى 27 سبتمبر عام 2008، وتكون من 24 حلقة.

## القصة
تدور أحداث القصة في ألمانيا عن اندلاع ثورة مخلوقات ميكانيكية حيوية تسمى ديمونياكس، التي تخرج من الجثث وتهاجم الناس. يمتلك ديمونياكس القدرة على الاندماج مع معظم التقنيات بما في ذلك السيارات والدراجات النارية. تقوم بمكافحتهم مجموعة من الأشخاص المعروفين باسم إكس أي تي.

## الشخصيات

### الشخصيات الرئيسية
جوزيف جوبسون
مؤدي الصوت: ماسايا ماتسكازي
أماندا ويرنر
مؤدية الصوت: شيزوكا إيتو
هيرمان سالتزا
مؤدي الصوت: كينتا مياكي
غيرد فرينتزن
مؤدي الصوت: أونشو إيشيزوكا
ماليك ويرنر
مؤدية الصوت: جونكو ميناغاوا
ماغوالد زارغين
مؤدي الصوت: جونيتشي سوابي

### شخصيات أخرى
وولف غيرينغ
مؤدي الصوت: فوميهيكو تاتشيكي
برادلي غيلفورد
مؤدي الصوت: يويتشي ناكامورا
ألفين لوتز
مؤدي الصوت: نوبويوكي هياما
ميفانغ ليو
مؤدية الصوت: أيا إندو
ساشا جوبسون
مؤدية الصوت: هيتومي ناباتامي
شيدو
مؤدي الصوت: أونشو إيشيزوكا
بياتريس
مؤدية الصوت: ساياكا أوهارا
إيليا
مؤدية الصوت: كانا هانازاوا
ماثيو غرانت
مؤدي الصوت: هيرويوكي كينوشيتا
إيغور
مؤدي الصوت: واتارو هاتانو
جيل هوفمان
مؤدية الصوت: كومي سكوما
سنو
مؤدية الصوت: ماي ناكاهارا

## وصلات خارجية
- الموقع الرسمي (باليابانية)

- بلاسريتر عند فنميشن
- بلاسريتر على موقع IMDb (الإنجليزية)
- بلاسريتر على موقع ميتاكريتيك (الإنجليزية)
- بلاسريتر على موقع قاعدة بيانات الفيلم (الإنجليزية)
- بلاسريتر على موقع ANN anime (الإنجليزية)